# Meresankh I
Meresankh I je bila kraljica staroga Egipta, žena faraona Hunija i majka faraona Snefrua. Bila je baka faraona Keopsa, graditelja Velike piramide. Pomenuta je na Kamenu iz Palerma zajedno sa svojim sinom Snefruom. Takođe, pomenuta je u Meidumu.
Meresankhino ime znači "ona voli život".